# Leipzig-Probstheida
Leipzig-Probstheida est un quartier au sud-est de Leipzig en Allemagne.
Créé au XIIe siècle, il était à l'origine un village-rue agro-pastoral sur la route de Grimma. Il est intégré à la ville de Leipzig le 1er janvier 1910. Son statut et ses frontières actuels ont été établis après la Réunification en 1992.
C'est à Probstheida que se trouve le monument de la Bataille des Nations, le cimetière du Sud au nord du quartier, ainsi qu'une partie du parc de loisirs de Lößnig-Dölitz de 95 hectares au sud-ouest et la clinique Helios de Leipzig et ses jardins attenants (Park-Klinikum) à l'est.

## Population
Le quartier comptait 6 417 habitants le 1er janvier 2017 selon le registre des déclarations domiciliaires, c'est-à-dire 1 326 hab./km².